# Stephanie Atanasov
Stephanie Atanasov (* 4. Juni 1983 in Wien) ist eine österreichische Sängerin der Stimmlage Mezzosopran.

## Leben
Nach dem Besuch des Gymnasiums und Ablegen der Matura studierte Stephanie Atanasov Gesang an der Universität für Musik und darstellende Kunst in Wien unter anderem bei Helene Karousso und Gabriele Lechner. Im Rahmen ihrer Ausbildung war sie Teilnehmerin von Meisterkursen bei Christa Ludwig und Paul-Émile Deiber. Es folgte von 2004 bis 2006 ein Stipendiat an der Académie musicale de Villecroze. Stephanie Atanasov nahm seit 2002 erfolgreich an verschiedenen Musikwettbewerben teil. Sie war Preisträgerin bei dem österreichischen Jugendmusikwettbewerb Prima la musica (2002), der Klassik-Mania (2004) und dem Competizione dell’ Opera (2008).
Stephanie Atanasov war von 2006 bis Ende der Spielzeit 2011/2012 Mitglied des Ensembles der Semperoper in Dresden, nachdem sie zuvor von 2005 bis 2006 dem Jungen Ensemble der Semperoper angehörte. Zu Beginn ihrer Zeit in Dresden sang sie bereits einige große Partien ihres Faches, unter anderem den Cherubino in Le nozze di Figaro, die Valencienne in Die lustige Witwe und die Dorabella in Così fan tutte. Später war sie in Dresden als Sesto Pompeo in Giulio Cesare in Egitto, als Dido in Dido and Aeneas und als Smeton in Anna Bolena zu sehen.
Mit der Spielzeit 2012/2013 wechselte Stephanie Atanasov an die Staatsoper Unter den Linden in Berlin. Derzeit singt sie die Partien der Rosina in Der Barbier von Sevilla und des Ramiro in La finta giardiniera von Wolfgang Amadeus Mozart in einer Neufassung des Librettos von Hans Neuenfels.
Im Jahr 2008 gab sie ihr Debüt bei den Salzburger Festspielen mit einem Auftritt in der Oper Rusalka von Antonín Dvořák. Gastspiele führten Stephanie Atanasov an die Opernhäuser in Kiel, Bremen und Düsseldorf. Sie gibt zudem auch Liederabende. So tritt sie gemeinsam mit Ludwig Güttler und dem Kammerorchester Virtuosi Saxoniae auf.

## Diskografie
- Rusalka von Antonín Dvořák, Aufnahme von den Salzburger Festspielen vom 17. August 2008 (ORFEO)
- Silvesterkonzert 2010 – Die lustige Witwe, Staatskapelle Dresden (Deutsche Grammophon)